# Knödel-getal
De Knödel-getallen zijn gegeven een geheel getal n de rij daarbij horende samengestelde getallen i, zodat voor alle m, met m<i, die relatief priem zijn met n de congruentie mi-n  ≡ 1 mod i geldt. De getallen zijn naar de Oostenrijkse wiskundige Walter Knödel genoemd. De rij Knödel-getallen gegeven n wordt aangegeven met Kn. De Knödel-getallen K1 zijn de Carmichael-getallen.
Alle samengestelde getallen i zijn een Knödel-getal. De indicator van een geheel getal i, genoteerd als φ(i), is het aantal getallen kleiner dan of gelijk aan i die relatief priem zijn met i. Daarbij wordt 1 meegerekend. Zo is φ(8) = 4, omdat de vier getallen 1, 3, 5 en 7 geen grootste gemene deler met 8 hebben. Neem n = i - φ(i), dan is i ∈ Kn.

## Voorbeelden

### voorbeeld 1
n=4 en i=12.
m = 1, 5, 7 en 11 zijn de getallen die relatief priem zijn met i = 12.
{\displaystyle {\begin{aligned}1^{12-4}&=&1&&&\equiv &1{\pmod {12}}\\5^{12-4}&=&390625&=&32552\cdot 12+1&\equiv &1{\pmod {12}}\\7^{12-4}&=&5764801&=&480400\cdot 12+1&\equiv &1{\pmod {12}}\\11^{12-4}&=&214358881&=&17863240\cdot 12+1&\equiv &1{\pmod {12}}\end{aligned}}}

Alle getallen m tot i = 12 voldoen aan mi-n  ≡ 1 mod i.
i = 12 is een Knödel-getal voor n = 4, schrijf: 12 ∈ K4.

### voorbeeld 2
n=4 en i=14.
m = 1, 3, 5, 9, 11 en 13 zijn relatief priem met i = 14.
{\displaystyle {\begin{aligned}1^{14-4}&=&1&&&&\equiv &\quad 1&{\pmod {14}}\\3^{14-4}&=&59049&=&4217\cdot 14&+11&\equiv &\quad 11&{\pmod {14}}\end{aligned}}}

Er is een m die niet aan de congruentie mi-n  ≡ 1 mod i voldoet, dus is i = 14 geen Knödel-getal voor n = 4, schrijf: 14 ∉ K4.

### voorbeeld 3
De rijen Ki tot en met i = 4.
| i | Ki                                   | Ki                  |
| - | ------------------------------------ | ------------------- |
| 1 | 561, 1105, 1729, 2465, 2821, 6601, … | rij A002997 in OEIS |
| 2 | 4, 6, 8, 10, 12, 14, 22, 24, 26, …   | rij A050990 in OEIS |
| 3 | 9, 15, 21, 33, 39, 51, 57, 63, 69, … | rij A033553 in OEIS |
| 4 | 6, 8, 12, 16, 20, 24, 28, 40, 44, …  | rij A050992 in OEIS |

- Dit artikel of een eerdere versie ervan is een (gedeeltelijke) vertaling van het artikel Knödel-Zahl op de Duitstalige Wikipedia, dat onder de licentie Creative Commons Naamsvermelding/Gelijk delen valt. Zie de bewerkingsgeschiedenis aldaar.